# Czerwony orzeł (film 2010)
Czerwony orzeł (taj. อินทรีแดง) – tajski film akcji z 2010 w reżyserii Wisita Sasanatienga.

## Fabuła
Bangkok, rok 2016. W mieście roi się od przestępców i skorumpowanych polityków. Ponieważ prawo jest bezsilne do walki staje samozwańczy bohater, którego prawdziwej tożsamości nikt nie zna - Czerwony Orzeł.

## Obsada
- Ananda Everingham - Czerwony orzeł / Rome
- Yarinda Boonnak - Wassana
- Pornwut Sarasin
- Wannasing Prasertkul